# Jacky Munaron
Jacky Munaron (Namur, 8 de setembro de 1956) é um ex-futebolista belga que atuava como goleiro.